# Hoe hoort het eigenlijk?
Hoe hoort het eigenlijk? is een Nederlands boek over etiquette, in 1938 geschreven door Amy Groskamp-ten Have, dat vele herdrukken beleefde.

## Uitgavegeschiedenis
De eerste druk verscheen bij H.J.W. Becht in 1939. Tot en met de 12e druk uit 1957 werd het boek door de schrijfster herzien. De 13e en 14e druk (1966-1979) werden bewerkt door Ina van der Beugel en de 15e tot en met 20e druk (1983-1992) door Maja Krans. Vanaf de 23e druk (1999) wordt het boek geredigeerd door Reinildis van Ditzhuyzen. De laatste uitgave (42e druk) dateert uit 2019, en verscheen onder de titel: Hoe hoort het eigenlijk? De Dikke Ditz.

## Enkele aanwijzingen uit oudere drukken
BetalenEr zijn er onder de hedendaagsche jongelui, die het stilzwijgend accepteeren, dat een dame voor zichzelf en soms voor hem medebetaalt, maar de welopgevoede beschaafde man zal dit niet dulden.
CarnavalWie op Aswoensdag niet met beschaamde kaken wil zitten, omdat hij zich achteraf schaamt over zijn al te ongebonden gedrag, houde bij alle uitgelaten pret toch steeds de nodige beperking in het oog. Het herdenken van de bonte carnavalsdagen zal er des te pleizieriger om zijn.
Gearmd lopenWie volkomen aan de eis der etiquette wil voldoen zal zich in het openbaar niet gearmd vertonen, noch met een lid der eigen sekse noch met een lid der andere sekse. Iets anders is het wanneer een jonge man een oude dame op straat de steun van zijn arm biedt.
KledingDe dagelijkse kleding voor de man bestaat uit het colbertpak en des zomers uit een sportief jasje zonder vest met pantalon in afstekende tint.
PersoneelDe chauffeur poetst ook het zilver. Derde meisjes en dagmeisjes delen niet in de fooien.
ReizenZij die hotel-etiketten kopen of vragen van hotels waar zij nimmer hebben gelogeerd, om die op hun koffers te plakken en daarmede de indruk van zeer bereisd zijn wekken, doen zich kennen als onbeschaafde lieden.
RokenKom nimmer met een sigaar of sigaret in de hand of in de mond een andere dan de eigen woning binnen.
StrandkledingMoeders die haar dochters toestaan om ten aanschouwe van Jan-en-alleman zich nagenoeg geheel ontkleed in gezelschap van jongelieden in de meest ongewenste houdingen te vertonen, dienden van overheidswege te worden beboet.
TafeldekkenHet geldt als zeer onwellevend om méér glazen of zilver op tafel te zetten dan men nodig heeft voor het verorberen van de geboden spijzen en dranken.
TafelmanierenEen kievitsei wordt gewoon met de vingers gepeld. Vervolgens plaatst men het gepelde ei met de punt naar boven op de palm van de linkerhand en drukt het (van boven naar beneden) plat met de palm (niet met de vingers!) van de rechterhand. ... Aan deze wijze van doen herkent men dadelijk degene, voor wie deze lekkernij een goede bekende is.
TelefonerenZij die zich bevinden in een kamer waar iemand telefoneert, dienen uit bescheidenheid dit vertrek te verlaten.

## Herziene versies
In 1983 verscheen de vijftiende druk van het etiquetteboek, een geheel herziene versie door Maja Krans en Wia Post. Krans en Post redigeerden het boek tot en met 1996.
De Haagse historica Reinildis van Ditzhuyzen verzorgde in 1999 een herziene versie van het etiquetteboek. Zestig jaar na de eerste editie moesten een aantal onderwerpen geactualiseerd worden. De herziene uitgave werd door Van Ditzhuyzen voorzien van een korte biografie van de schrijfster.